# Graduaat
Graduaat of Ad. (Associate Degree) is een graad binnen de BaMA-structuur van het hoger onderwijs in Vlaanderen die aangeeft dat iemand een graduaatsopleiding heeft voltooid aan een hogeschool. 

## Onderwijsniveau
Een graduaatsopleiding is een relatief nieuwe opleidingsgraad die zich situeert op het onderwijsniveau 5. De graduaatsopleiding wordt beschouwd als een intensieve vooropleiding richting de arbeidsmarkt of als voorbereiding van een professionele bachelor. Alle hogescholen in Vlaanderen richten verschillende graduaatsopleidingen in, deze bestaan doorgaans uit een studietraject van twee jaar en omvatten 90 tot 120 studiepunten. De opleidingen zijn sterk praktijkgericht en bestaan voor minstens 1/3 uit werkplekleren.

## Graduaatsopleidingen in Vlaanderen
| Vlaamse Graduaatsopleidingen 2021-2022 | Vlaamse Graduaatsopleidingen 2021-2022 |
| --- | --- |
| - Graduaat in Accounting administration - Graduaat in Bedrijfsorganisatie - Graduaat in Verpleegkunde - Graduaat in Maatschappelijk Werk - Graduaat in Sociaal - cultureel werk - Graduaat in Industriële informatica (Digitale vormgeving) - Graduaat in Informatiebeheer: bibliotheek en archief - Graduaat in Internet of Things - Graduaat in Juridische-administratieve ondersteuning - Graduaat in Logies-, restaurant- en cateringmanagement - Graduaat in Marketing- en communicatiesupport - Graduaat in Elektromechanische systemen - Graduaat in Hernieuwbare energiesystemen - Graduaat in HVAC-systemen - Graduaat in Winkelmanagement | - Graduaat in Human Resources (HR-Support) - Graduaat in Biotechnologie - Educatieve graduaatsopleiding secundair - Graduaat in Bouwkundig tekenen - Graduaat in Orthopedagogie (Orthopedagogische begeleiding) - Graduaat in Productiebeheer - Graduaat in Programmeren - Graduaat in Sales Support - Graduaat in Syndicaal werk - Graduaat in Systeem- en netwerkbeheer - Graduaat in Transport en logistiek - Graduaat in Verkeerskunde en mobiliteit - Graduaat in Voertuigtechnieken - Graduaat in Werforganisatie |

## Geschiedenis
In het Vlaams onderwijs kon men na het voltooien van het secundair onderwijs een opleiding aanvatten bij het hoger beroepsonderwijs, het gekende A2-diploma. Deze opleidingen waren sterk gericht op praktijk en waren veelal verbonden aan middelbare scholen. Een voorbeeld hiervan is het hoger beroepsonderwijs voor Verpleegkunde of de latere HBO5 Verpleegkunde. Ook de vroegere D-cursus die professionals uit het werkveld naar het onderwijs zouden leiden vielen onder dit onderwijsniveau.
Sinds 2008-2009 vallen alle opleidingen in het hoger onderwijs onder de BaMA-structuur (Bachelor-Master). In 2019 wou men de HBO5-opleidingen herwaarderen en werden deze losgekoppeld van de middelbare scholen en gingen ze deel uitmaken van de Vlaamse hogescholen. Men sprak vanaf dan niet langer over HBO5-opleidingen, maar over graduaatsopleidingen. Enkel de HBO5-opleiding Verpleegkunde bleef de term HBO5 gebruiken. Ook bleef deze opleiding georganiseerd worden door scholen voor het secundair onderwijs. Vanaf het academiejaar 2023-2024 werd de HBO5-opleiding Verpleegkunde omgevormd naar de graduaatsopleiding Basisverpleegkunde.

## Trivia
- Een graduaat was tot 30 juni 2005 ook de benaming van een driejarige opleiding "Hoger onderwijs van het korte type" aan een hogeschool in Vlaanderen, qua niveau vergelijkbaar met het Nederlandse vierjarige hbo. De opleiding bevond zich tussen het niveau secundair onderwijs en het niveau universiteit/"Hoger onderwijs van het lange type";
- De vroegere D-cursus werd omgevormd naar de Educatieve graduaatsopleiding secundair;

## Verwante onderwerpen
- Baccalaureus
- Bachelor of Business Administration
- Bachelor-masterstructuur

- Hogeschool